# Tân Châu, An Giang
Tân Châu là một phường thuộc tỉnh An Giang, Việt Nam.

## Lịch sử
Phường Long Thạnh được thành lập vào ngày 24 tháng 8 năm 2009 trên cơ sở điều chỉnh 363 ha diện tích tự nhiên và 16.427 người của thị trấn Tân Châu, 47 ha diện tích tự nhiên và 3.675 người của xã Long Sơn thuộc huyện Phú Tân.
Sau khi thành lập, phường có 410 ha diện tích tự nhiên và 20.102 người.
Ngày 12 tháng 6 năm 2025, Ủy ban Thường vụ Quốc hội ban hành Nghị quyết số 1654/NQ-UBTVQH15 về việc sắp xếp các đơn vị hành chính cấp xã của tỉnh An Giang. Theo đó, toàn bộ diện tích tự nhiên, quy mô dân số của phường Long Thạnh và phường Long Sơn thành phường mới có tên gọi là phường Tân Châu.

## Di tích - Danh thắng
- Chùa Giồng Thành

## Hình ảnh

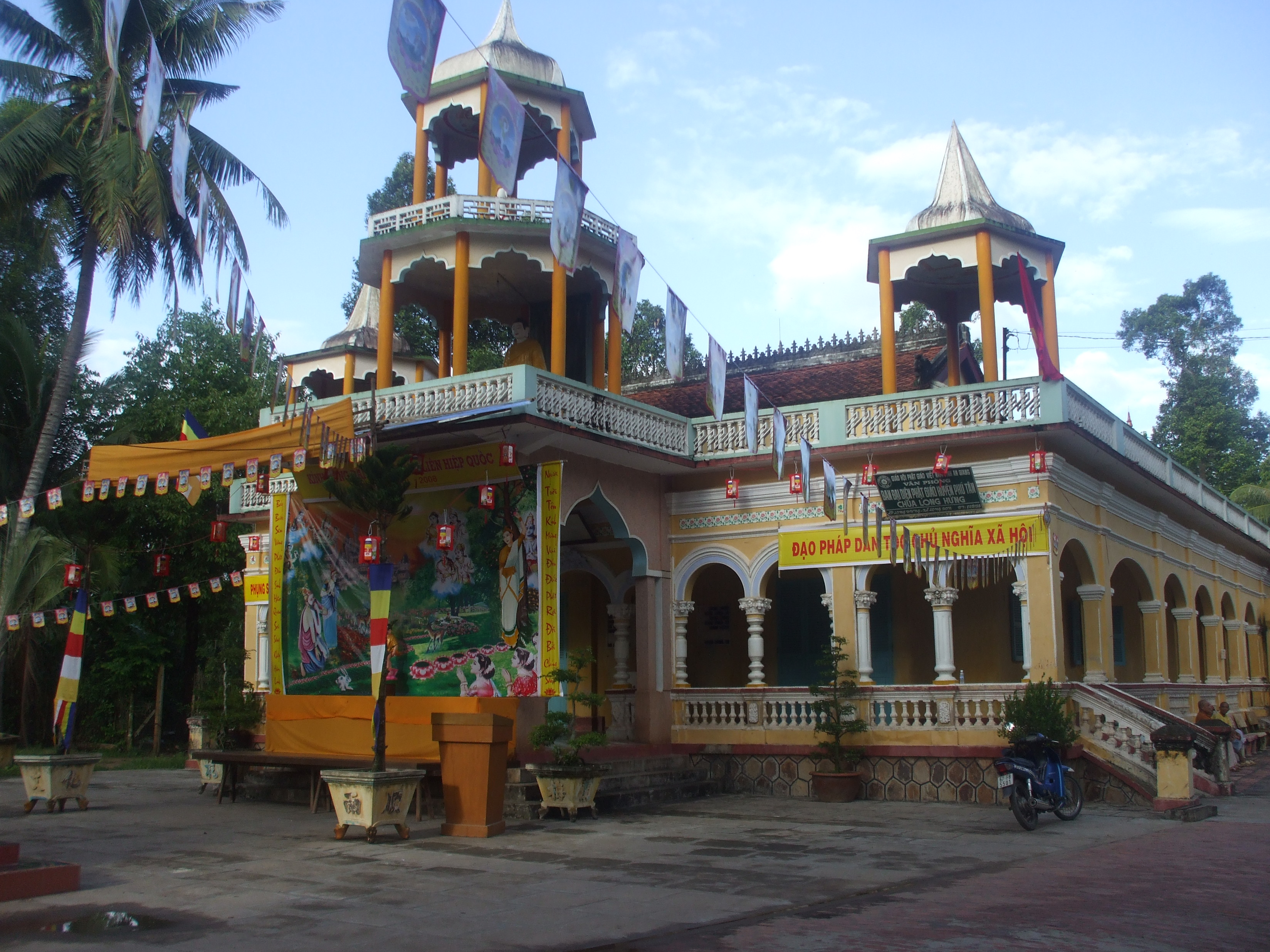
Chùa Giồng Thành